# Kirche Seliger Pater Rupert Mayer
Die Kirche Seliger Pater Rupert Mayer ist die römisch-katholische Pfarrkirche der Pfarrei St. Michael in der Gemeinde Poing im bayerischen Landkreis Ebersberg und wurde 2018 von Andreas Meck und Axel Frühauf erbaut. Sie trägt das Patrozinium des seligen Jesuiten Rupert Mayer.

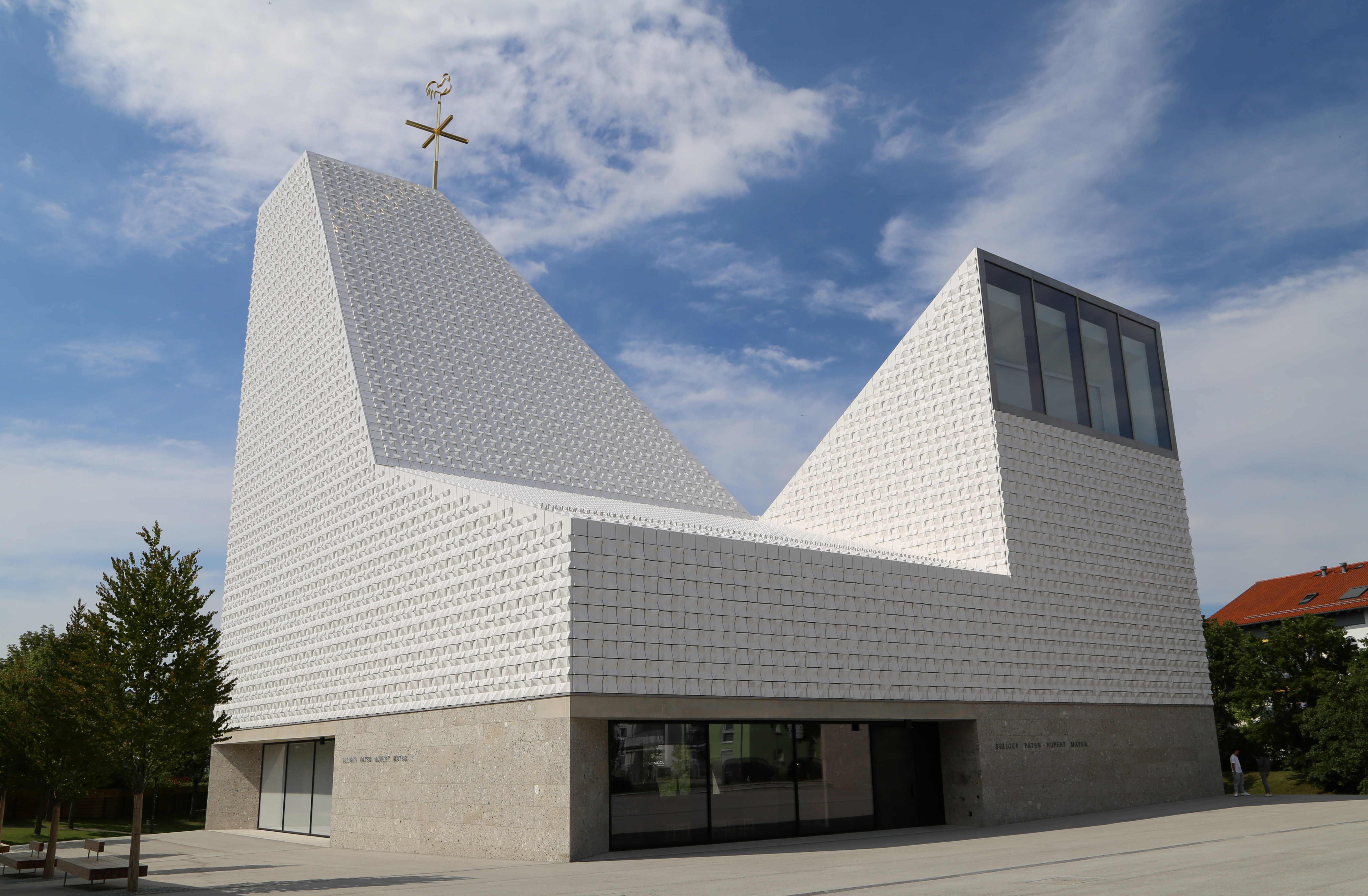
Pfarrkirche Seliger Pater Rupert Mayer

## Geschichte
Poings historische Pfarrkirche St. Michael, in der weiterhin Gottesdienst gehalten wird, steht im alten Ortszentrum und bietet Platz für 220 Besuchern. Durch die rasche Entwicklung von „Neu-Poing“ verdoppelte sich die Einwohnerzahl des Ortes innerhalb von anderthalb Jahrzehnten. Dem trägt der Neubau im neuen Ortszentrum Rechnung.
Die Fertigstellung der Rupert-Mayer-Kirche 2018 hatte sich im Oktober 2017 durch die Insolvenz der Firma, die für die Spezialkacheln der Fassade zuständig war, um acht Monate verzögert. Die neue Kirche für 14,6 Millionen Euro bietet 350 Sitzplätze. Die Kirchweihe fand am 10. Juni durch Kardinal Reinhard Marx statt.
Am 8. Juli 2022 geriet durch den Einsatz eines Gasbrenners zur Unkrautvernichtung die Ostfassade in Brand. Nach einer ersten polizeilichen Beurteilung entstand dabei ein Schaden im hohen sechsstelligen Bereich.

## Architektur

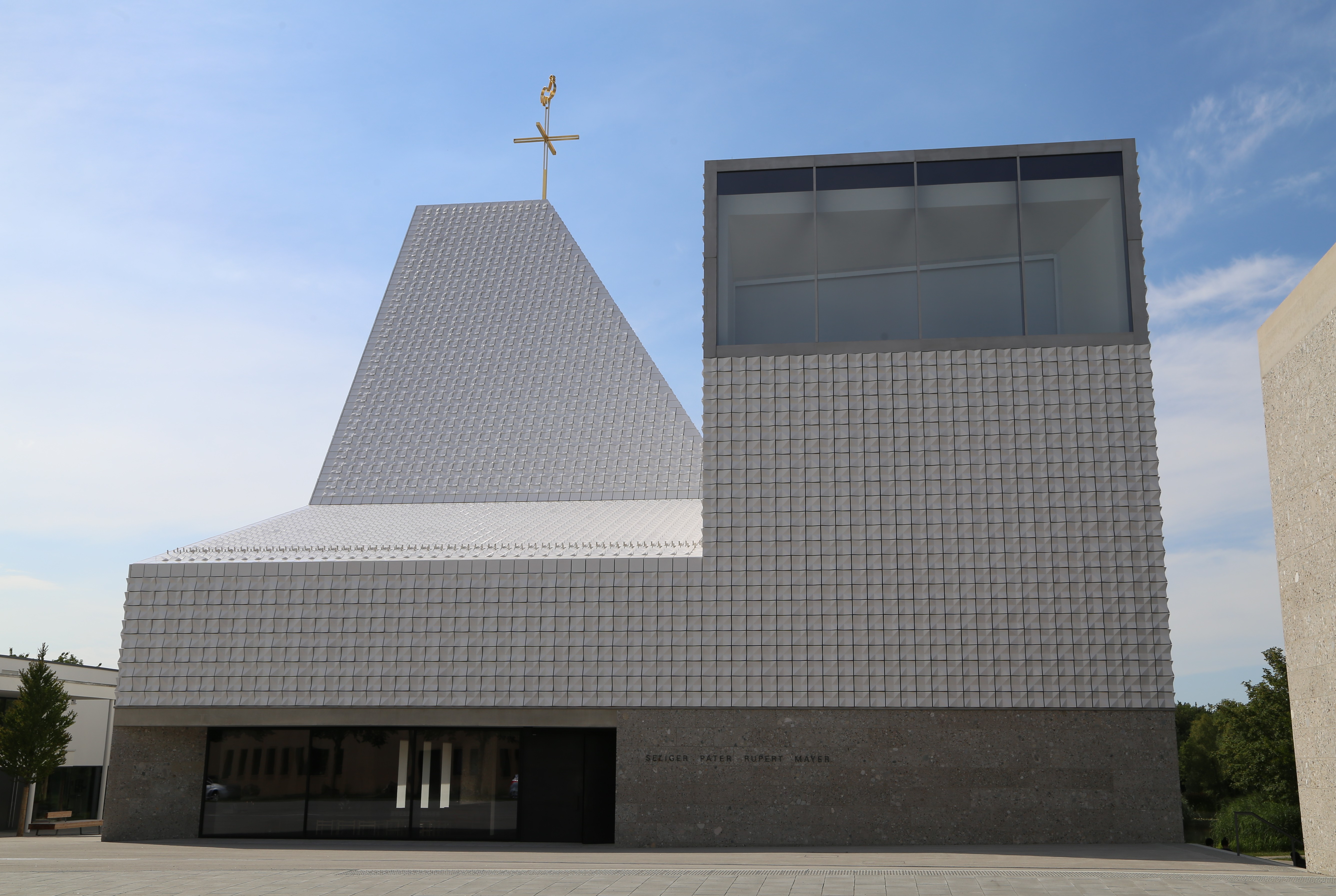
Eingangsbereich von Südosten

2011 hatten meck architekten unter Leitung von Andreas Meck und Axel Frühauf zusammen mit dem Bauingenieur Hans-Ludwig Haushofer und den Landschaftsarchitekten lohrer.hochrein den Wettbewerb gewonnen. 2015 wurde der Bau begonnen und 2018 fertiggestellt. Rudolf+Sohn Architekten führten das Bauwerk aus. 

## Ausstattung

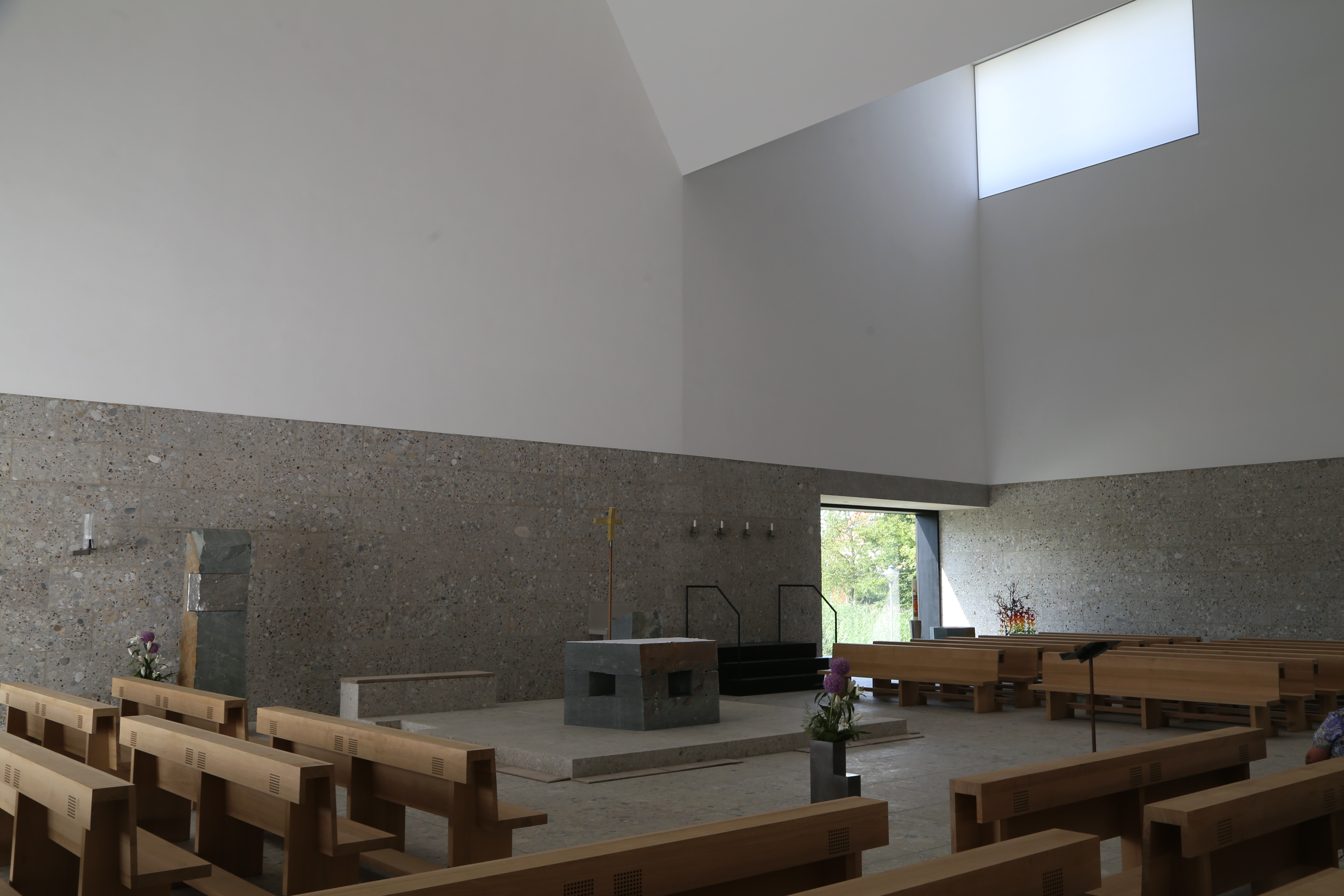
Altarraum

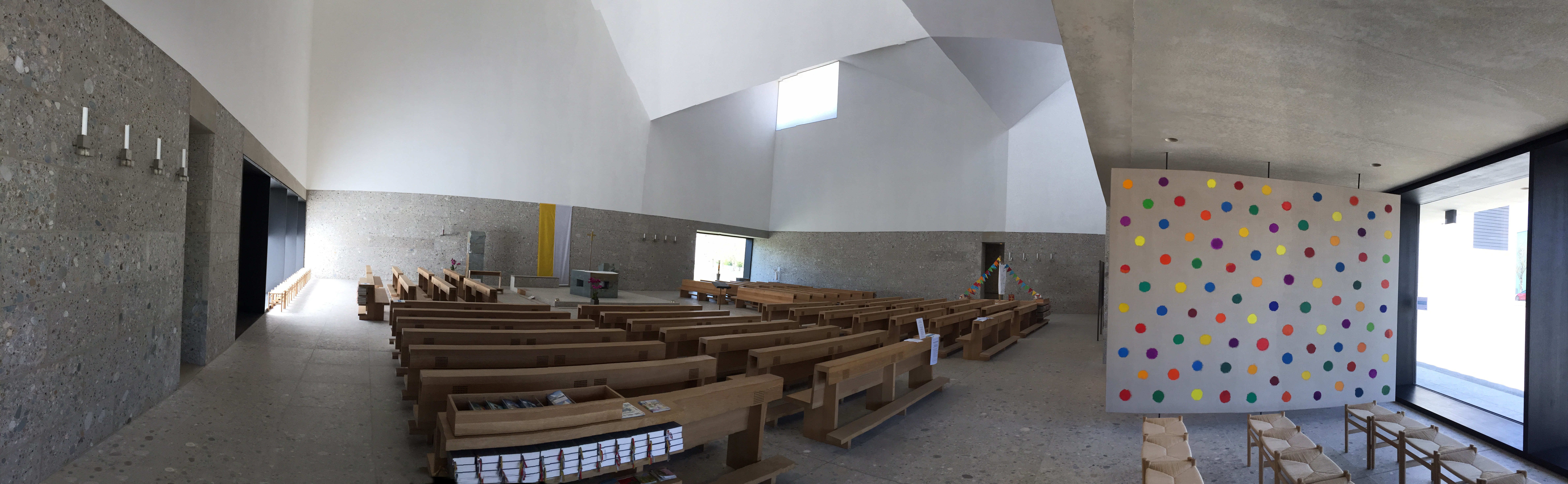
Panoramaansicht des Innenraums der Kirche

Die Gestaltung der liturgischen Orte übernahmen der Kölner Bildhauer Ulrich Rückriem und dessen Assistent Alfred Karner. Carola Heine schuf eine Skulptur der Mutter Gottes. Ein Gemälde des Malers Jerry Zeniuk hängt im Eingangsbereich. Juliane Schölß gestaltete das Liturgische Gerät, bestehend aus Vortragekreuz, Osterleuchter, Altarleuchter, Taufschale, Vasa Sacra, Ziborium und Akolythenleuchter.
Die „Sprungschanze Gottes“, wie die Kirche aufgrund ihrer auffälligen Form genannt wird, ist einem Kristall nachgeahmt. Die Fassade ist mit 15.000 weißen, dreidimensionalen Kacheln bedeckt, die das Bauwerk in der Sonne strahlen lassen. Auf der 34 Meter hohen Spitze ist ein goldenes Kreuz mit Wetterhahn angebracht. Das Gebäude wird durch ein innen nicht sichtbares Stahlkreuz getragen. Eine Treppe führt zu einem Gang zwischen den beiden Hüllen der Kirche und weiter bis zu einem Balkon auf dem Dach.
Das Kircheninnere ist schlicht gehalten. Auf Verzierungen wird weitgehend verzichtet. Ein Sockel aus Nagelfluh bildet die Basis des hohen Raums, an dessen Decke ein Kreuz hängt. Die Wände sind weiß gekalkt. Altar, Ambo, Tabernakel und Taufstein bestehen aus westfälischem Anröchter Stein, der Fossilien enthält. Um den Altar herum sind die Kirchenbänke aus Eichenholz angeordnet. Das Taufbecken steht an einem großen Fenster, von dem aus man auf einen kleinen See und den Turm der evangelischen Kirche sehen kann. Oberhalb des Altars befindet sich in 30 Metern Höhe ein weiteres Fenster.
Die vier Glocken der Kirche wurden von der Eifeler Glockengießerei gegossen. Die größte Glocke ist dem Kirchenpatron Rupert Mayer gewidmet und zeigt ein Porträt Rupert Mayers und die Inschrift „Ich schweige nicht!“. Die anderen Glocken sind gewidmet: der Heiligen Familie, der heiligen Edith Stein und dem Seligen Adolph Kolping. Die Schlagtonfolge ist as1 – b1 – des2 – es2.

## Auszeichnungen und Preise
- 2019: Große Nike
- 2019: BDA Preis Bayern in der Kategorie „Besondere Bauten“[10]
- 2019: Auszeichnung – Deutscher Architekturpreis[11]
- 2019: Anerkennung – Deutscher Ziegelpreis
- 2019: Heinze ArchitekturAWARD in der Kategorie "Kultur-, Veranstaltungs- und Sportbauten"[12]
- 2020: Auszeichnung – Preis des Deutschen Stahlbaues
- 2020: International Prize for Sacred Architecture[13]
- 2020: Besondere Anerkennung – Deutscher Natursteinpreis in der Kategorie „Öffentliche Gebäude und Gewerbebauten“